# Charles Alexander Eastman
Charles Alexander Eastman, nom anglès d′Ohiyesa “guanyador” (Minnesota, 1858 - Detroit, 1939) fou un intel·lectual d'ètnia sioux. Membre de la tribu santee, va rebre l'educació tradicional fins als 15 anys, i fou el primer sioux graduat en medicina a Darmouth i va escriure les seves vivències i les del seu poble en anglès, com Indian Boyhood (1902), Red Hunters and the Animal People (1904), Old Indian Days (1907), The Soul of the Indian(1911), Indian Child Life (1913) Indian Scout Talks (1914), The Indian To Day (1915), From Deep Woods Into Civilization (1916) i Indian Heroes and Great Chieftains (1918). Fou metge a la reserva de Pine Ridge el 1890, on protestà pels fets de Wounded Knee i fou acomiadat. Després de moltes penúries, el 1900 fou nomenat metge de la reserva de Crow Creek, però el 1901 en fou acomiadat per enfrontar-se a la BIA. Aleshores començà a escriure i a recórrer tot el territori indi. El 1911 es va establir a Nou Hampshire i el 1923 fou nomenat Inspector d'Indis. També fou un dels impulsors de la Society of American Indians, primera associació panameríndia moderna.